# Campionati europei di nuoto 2010 - 50 metri dorso femminili
Le qualifiche per la semifinale si sono svolte la mattina del 13 agosto 2010, mentre la semifinale si è svolta la sera dello stesso giorno. La finale si è svolta la sera del 14 agosto 2010.

## Medaglie
| Posizione | Atleta                  | Paese       |
| --------- | ----------------------- | ----------- |
| Oro       | Aljaksandra Herasimenja | Bielorussia |
| Argento   | Daniela Samulski        | Germania    |
| Bronzo    | Mercedes Peris Minguet  | Spagna      |

## Record
Prima della manifestazione il record del mondo (RM), il record europeo (EU) e il record dei campionati (RC) erano i seguenti.
| Record mondiale       | 27"06 | Zhao Jing Cina            | 30 luglio 2009 Roma, Italia          |
| Record europeo        | 27"23 | Daniela Samulski Germania | 30 luglio 2009 Roma, Italia          |
| Record dei campionati | 28"05 | Anastasia Zueva Russia    | 23 marzo 2008 Eindhoven, Paesi Bassi |

Durante la competizione sono stati migliorati i seguenti record:
| Data      | Evento        | Atleta                  | Nazione     | Tempo | Record                |
| --------- | ------------- | ----------------------- | ----------- | ----- | --------------------- |
| 13 agosto | 2ª semifinale | Aljaksandra Herasimenja | Bielorussia | 27"98 | Record dei campionati |
| 14 agosto | Finale        | Aljaksandra Herasimenja | Bielorussia | 27"64 | Record dei campionati |

## Risultati batterie
| Pos. | Atleta                  | Nazionalità | Tempo       | Batteria    | Corsia      | Note        |
| ---- | ----------------------- | ----------- | ----------- | ----------- | ----------- | ----------- |
| 1    | Aljaksandra Herasimenja | Bielorussia | 28.06       | 4           | 6           |             |
| 2    | Mercedes Peris Minguet  | Spagna      | 28.13       | 4           | 4           |             |
| 3    | Daniela Samulski        | Germania    | 28.53       | 5           | 4           |             |
| 4    | Hinkelien Schreuder     | Paesi Bassi | 28.56       | 5           | 5           |             |
| 5    | Alina Vats              | Ucraina     | 29.03       | 4           | 2           |             |
| 6    | Ingvild Snildal         | Norvegia    | 29.08       | 5           | 3           |             |
| 7    | Aleksandra Urbańczyk    | Polonia     | 29.09       | 6           | 3           |             |
| 8    | Fabienne Nadarajah      | Austria     | 29.10       | 4           | 3           |             |
| 9    | Elena Gemo              | Italia      | 29.18       | 6           | 5           |             |
| 10   | Theodora Drakou         | Grecia      | 29.19       | 4           | 5           |             |
| 11   | Ekaterina Avramova      | Bulgaria    | 29.24       | 6           | 7           |             |
| 12   | Simona Baumrtova        | Rep. Ceca   | 29.33       | 6           | 6           |             |
| 13   | Aleksandra Kovaleva     | Bielorussia | 29.40       | 4           | 7           |             |
| 14   | Svetlana Khokhlova      | Bielorussia | 29.44       | 6           | 2           |             |
| 15   | V.D. Wendy Zanden       | Paesi Bassi | 29.50       | 5           | 1           |             |
| 16   | Alzbeta Rehorkova       | Rep. Ceca   | 29.58       | 3           | 5           |             |
| 17   | Maria Gromova           | Russia      | 29.67       | 5           | 6           |             |
| 18   | Ivana Gabrilo           | Svizzera    | 29.69       | 5           | 8           |             |
| 19   | Iryna Amshennikova      | Ucraina     | 29.71       | 1           | 3           |             |
| 20   | Marta Vieira Marinho    | Portogallo  | 29.91       | 5           | 7           |             |
| 21   | Marica Strazmester      | Serbia      | 29.97       | 4           | 8           |             |
| 22   | Marketa Strapkova       | Rep. Ceca   | 29.99       | 5           | 2           |             |
| 23   | Klara Vaclavikova       | Rep. Ceca   | 30.01       | 3           | 4           |             |
| 24   | Pernille Larsen         | Danimarca   | 30.02       | 6           | 8           |             |
| 25   | Alicja Tchórz           | Polonia     | 30.03       | 3           | 6           |             |
| 26   | RiiaRosa Koskelainen    | Finlandia   | 30.06       | 6           | 1           |             |
| 27   | Dorina Szekeres         | Ungheria    | 30.12       | 2           | 4           |             |
| 28   | Kaetlin Sepp            | Estonia     | 30.25       | 3           | 2           |             |
| 28   | Anni Alitalo            | Finlandia   | 30.25       | 3           | 1           |             |
| 30   | Sara Joo                | Ungheria    | 30.28       | 2           | 3           |             |
| 31   | Eszter Povazsai         | Ungheria    | 30.30       | 3           | 7           |             |
| 32   | Alexandra Labdy         | Ungheria    | 30.35       | 3           | 8           |             |
| 33   | Karolina Urbanska       | Polonia     | 30.50       | 3           | 3           |             |
| 34   | Kseniya Grygorenko      | Ucraina     | 30.62       | 2           | 6           |             |
| 35   | Anna Tkachova           | Ucraina     | 30.69       | 1           | 5           |             |
| 36   | Gizem Cam               | Turchia     | 30.70       | 2           | 5           |             |
| 37   | Jovana Nikolovski       | Serbia      | 30.71       | 2           | 2           |             |
| 38   | Anna Volchkov           | Israele     | 30.89       | 1           | 4           |             |
| 39   | Nazliege Calisal        | Turchia     | 31.57       | 2           | 7           |             |
|      | Melanie Nocher          | Irlanda     | non partita | non partita | non partita | non partita |
|      | Henriette Stenkvist     | Svezia      | non partita | non partita | non partita | non partita |
|      | Anastasia Zueva         | Russia      | non partita | non partita | non partita | non partita |

## Semifinali
| Pos. | Atleta                  | Nazionalità | Batteria | Corsia | Tempo | Note                  |
| ---- | ----------------------- | ----------- | -------- | ------ | ----- | --------------------- |
| 1    | Aljaksandra Herasimenja | Bielorussia | 2        | 4      | 27.98 | Record dei campionati |
| 2    | Mercedes Peris Minguet  | Spagna      | 1        | 4      | 28.04 |                       |
| 3    | Daniela Samulski        | Germania    | 2        | 5      | 28.19 |                       |
| 4    | Hinkelien Schreuder     | Paesi Bassi | 1        | 5      | 28.49 |                       |
| 5    | Ingvild Snildal         | Norvegia    | 1        | 3      | 28.53 |                       |
| 6    | Theodora Drakou         | Grecia      | 1        | 2      | 28.60 |                       |
| 7    | Alina Vats              | Ucraina     | 2        | 3      | 28.70 |                       |
| 8    | Elena Gemo              | Italia      | 2        | 2      | 28.95 |                       |
| 9    | Aleksandra Urbańczyk    | Polonia     | 2        | 6      | 29.05 |                       |
| 10   | Fabienne Nadarajah      | Austria     | 1        | 6      | 29.14 |                       |
| 11   | Simona Baumrtova        | Rep. Ceca   | 1        | 7      | 29.17 |                       |
| 12   | Ekaterina Avramova      | Bulgaria    | 2        | 7      | 29.28 |                       |
| 13   | Maria Gromova           | Russia      | 1        | 8      | 29.33 |                       |
| 14   | V.D. Wendy Zanden       | Paesi Bassi | 1        | 1      | 29.45 |                       |
| 14   | Aleksandra Kovaleva     | Bielorussia | 2        | 1      | 29.45 |                       |
| 16   | Alzbeta Rehorkova       | Rep. Ceca   | 2        | 8      | 29.65 |                       |

## Finale
| Pos. | Atleta                  | Nazionalità | Corsia | Tempo | Note                  |
| ---- | ----------------------- | ----------- | ------ | ----- | --------------------- |
|      | Aljaksandra Herasimenja | Bielorussia | 4      | 27.64 | Record dei campionati |
|      | Daniela Samulski        | Germania    | 3      | 27.99 |                       |
|      | Mercedes Peris Minguet  | Spagna      | 5      | 28.01 |                       |
| 4    | Hinkelien Schreuder     | Paesi Bassi | 6      | 28.36 |                       |
| 5    | Theodora Drakou         | Grecia      | 7      | 28.61 |                       |
| 6    | Ingvild Snildal         | Norvegia    | 2      | 28.69 |                       |
| 7    | Alina Vats              | Ucraina     | 1      | 28.73 |                       |
| 8    | Elena Gemo              | Italia      | 8      | 28.81 |                       |